# Le lettere di Madre Teresa
Le lettere di Madre Teresa (The Letters) è un film del 2014 scritto e diretto da William Riead.

## Trama
In occasione della causa di beatificazione di Madre Teresa di Calcutta, fondatrice delle Missionarie della carità, il postulatore della causa si confronta con altri ecclesiastici sul contenuto delle lettere scritte da Madre Teresa durante il corso della sua vita e ne ripercorre le travagliate vicende.